# Kenzo (japansk kejsare)
Kenzō, född 450, död 487, var regerande kejsare av Japan mellan 485 och 487.